# Cádiz CF
Cádiz CF, celým názvem Cádiz Club de Fútbol, S.A.D. je španělský fotbalový klub. Sídlí ve městě Cádizu v autonomním společenství Andalusie. Domácím stadionem je Nuevo Mirandilla o kapacitě 25 033 diváků, otevřený v roce 1955. Klub má přezdívku Los Piratas (Piráti) a jeho barvy jsou žlutá a modrá. 
Klub byl zaregistrován 10. září 1910. Původně nesl název Mirandilla FC, v roce 1936 přijal současný název. Roku 1936 se také poprvé zapojil do druhé nejvyšší španělské soutěže. V roce 1977 Cádiz poprvé v historii postoupil do Primera División, kde odehrál sezóny 1977/78, 1981/82, 1983/84, pak nepřetržitě osm sezón v letech 1985 až 1993, vrátil se na jeden ročník 2005/06 a znovu hraje mezi elitou od roku 2020. Nejlepším ligovým výsledkem bylo 12. místo v letech 1988 a 2021. V osmdesátých letech získal Cádiz přezdívku „žlutá ponorka“, protože se často pohyboval v pásmu sestupu, ale nakonec se dokázal zachránit. V letech 1989 a 2006 byl Cádiz čtvrtfinalistou Copa del Rey.
Od roku 1955 klub pořádá přípravný turnaj Trofeo Ramón de Carranza, pojmenovaný podle bývalého starosty Cádizu. Devětkrát se stal vítězem soutěže (1981, 1983, 1985, 1986, 1993, 1994, 2006, 2011 a 2020). 
Za tým hráli španělští reprezentanti Migueli, Diego Tristán a Kiko Nárvaez, z cizinců vynikli Mágico González ze Salvadoru, Jens Jønsson z Dánska a Varazdat Harojan z Arménie. Trenérem byl v roce 1971 bývalý československý reprezentant Ferdinand Daučík.